# Arroyo del Tala (Río Arapey, rechtsseitig)
Der Arroyo del Tala ist ein Fluss in Uruguay.
Er entspringt auf dem Gebiet des Departamento Salto in der Cuchilla de Belén wenige Kilometer von der Grenze zum Nachbardepartamento Artigas entfernt. Von dort verläuft der wenige Kilometer lange Fluss in südwestliche Richtung und mündet schließlich als rechtsseitiger Nebenfluss im Osten Termas del Arapeys in den Río Arapey.